# چاز جنکل
چاز جنکل (انگلیسی: Chaz Jankel؛ زادهٔ ۱۶ آوریل ۱۹۵۲) موسیقی‌دان اهل بریتانیا است. وی از سال ۱۹۷۱ میلادی تاکنون مشغول فعالیت بوده‌است.